# Kendayaan
Kendayaan is een bestuurslaag in het regentschap Blora van de provincie Midden-Java, Indonesië. Kendayaan telt 1160 inwoners (volkstelling 2010).